# Ofelia Lazo
Ofelia Lazo Sevillano (Lima, 13 de enero de 1936-Lima, 20 de diciembre de 2019) fue una primera actriz de teatro, cine y televisión, economista, comerciante y profesora de español peruana. Debutó en la televisión con la telenovela Almas solitarias, por Panamericana Televisión, y posteriormente se hizo más conocida por protagonizar la primera versión de Natacha y por su rol de Chabela Pampañaupa en la serie televisiva Al fondo hay sitio.

## Biografía
Ofelia Lazo hizo sus estudios escolares en el Colegio Elvira García y García. Desde muy niña, demostraba sus inquietudes artísticas. En secundaria, Luis Álvarez, que dirigía el grupo teatral del Colegio Guadalupe, pidió chicas para que actuaran y fue a colaborar con ellos. Fue su primer trabajo en una obra profesional, Todos eran mis hijos, de Arthur Miller.
Ingresó a la Universidad Nacional Mayor de San Marcos para seguir estudios de economía. Como alumna de San Marcos, se inscribe en el taller de teatro, haciendo dos o tres obras hasta que vino otro director, Guillermo Chamorro. Se matriculó en la Escuela de Arte Dramático y, a la par, comenzó a participar en el grupo de teatro Histrión.
Participa luego en radio teatro en Radio La Crónica y luego de una exitosa temporada incursiona en televisión como actriz de telenovelas. Viaja luego a Estados Unidos y es llamada para estelarizar la telenovela Natacha en Panamericana Televisión.
De marzo a diciembre de 2012, actuó en la serie Al fondo hay sitio como Chabela. A la par, participó en la obra de teatro 8 mujeres, bajo la dirección de Osvaldo Cattone.
Luego de Al fondo hay sitio, decidió retirarse oficialmente de la actuación en la televisión.
El 20 de diciembre de 2019, falleció a los 83 años tras sufrir un infarto agudo de miocardio.

## Teatro
- Todos eran mis hijos
- El barbero de Sevilla (de Pier August Beaumarchais)
- Orlando
- Cartas de una monja portuguesa
- Vallejo de Alonso La Torre (1990)
- Celtar, en otra galaxia (1990)
- El club de las mal casadas (2005)
- La liberación de Garcilaso (2007)
- Yo amo a Shirley (2008)
- El último de los amantes ardientes (2008)
- Preciosas malditas (2008)
- Don Juan Tenorio (2009) (escenificada en el Cementerio Presbítero Maestro)
- Mi más sentido... sexo (2011)
- 8 mujeres y un crimen (2012)
- Al fondo hay sitio (2012), como Chabela Sulca

#### Agrupaciones teatrales
- Grupo Histrion

## Filmografía

### Cine
- Natacha (1971), como Natacha Cervantes/de Pereira

### Televisión

#### Series y telenovelas
- Almas solitarias (1961) (canal 13: Panamericana Televisión)
- El cuarto mandamiento (1962) (canal 13: Panamericana Televisión)
- El amo (1962) (3 episodios) (canal 4: América Televisión)
- El seminarista de los ojos verdes (1962) (canal 4: América Televisión)
- Los buitres (1963) (canal 4: América Televisión)
- Sangre y arena (1964) (canal 4: América Televisión)
- Dos amores (1965) (1 episodio) (canal 5: Panamericana Televisión)
- El extraño doctor (1965) (canal 4: América Televisión)
- La red (1966) (canal 5: Panamericana Televisión)
- Natacha (1970-1971), como Natacha Cervantes/de Pereira (canal 5: Panamericana Televisión).
- Un verano para recordar (1971) (canal 5: Panamericana Televisión)
- Una cita con Julieta (1979) (canal: Telecentro, América Televisión)
- Los de arriba y los de bajo (1994-1995), como Norma de Campos (canal 9: ATV).
- Tribus de la calle (1996) (canal 9: ATV)
- Procura amarme más (1998) (canal 5: Panamericana Televisión)
- Nunca te diré adiós (2005) (canal 2: Latina Televisión)
- Al fondo hay sitio (2012-2013; 2015, foto; 2016, material de archivo; 2022, foto en anuncio televisivo), como Isabel Chabela Sulca de Pampañaupa/Chabelita (canal 4: América Televisión).
- Solamente milagros (2012) (canal 4: América Televisión), como mamá Liza (episodio: «Segunda oportunidad»).
- Solamente milagros (2013) (canal 4: América Televisión), como Margarita Chávez (episodio: «En familia»).

#### Programas
- En escena (2011), como invitada
- Casa tomada (2013), como invitada
- Exitosa noticias Perú (2019), como invitada (material de archivo)
- La prensa nacional (2019), como invitada (material de archivo)
- Noticias Canal N (2022), como invitada (material de archivo)

## Radio
- Radio La Crónica

## Distinciones
- Personalidad Meritoria de la Cultura Peruana (2009) (por el Instituto Nacional de Cultura del Perú)